# Ulf Berggren (barnskådespelare)
Ulf Berggren, född 1 mars 1938, är en svensk barnskådespelare som medverkade i fem filmer på 1940- och 1950-talen.

## Filmografi
- 1942 – Kan doktorn komma?
- 1945 – Barnen från Frostmofjället
- 1947 – Nyckeln och ringen
- 1950 – Mamma gör revolution
- 1953 – Folket i fält